# ÉbulliScience
ÉbulliScience est un réseau de lieux et de pratiques destiné à donner au grand public accès à la culture scientifique et technique.

## Une pédagogie de la découverte

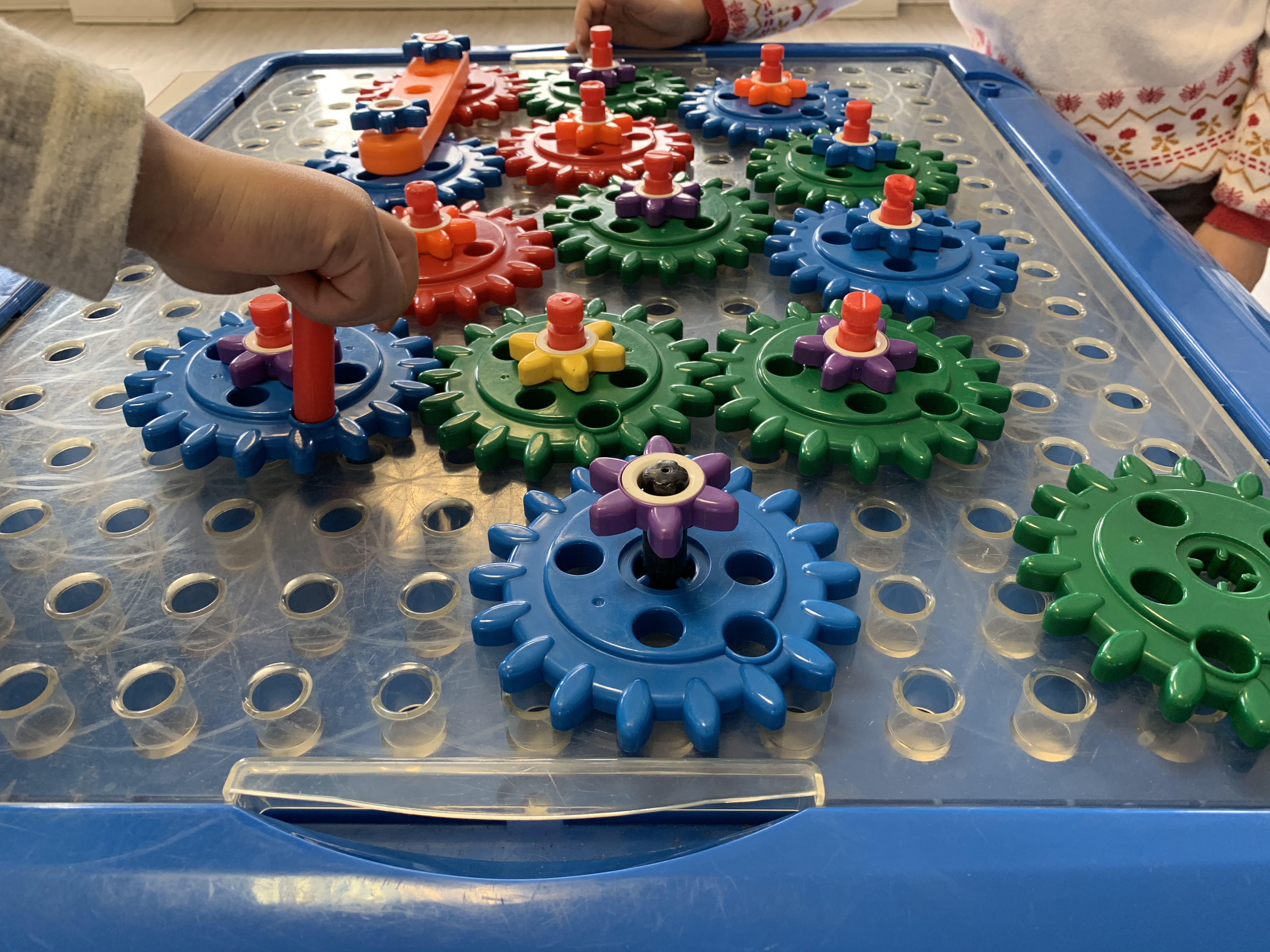
Expérimentation d'engrenages.

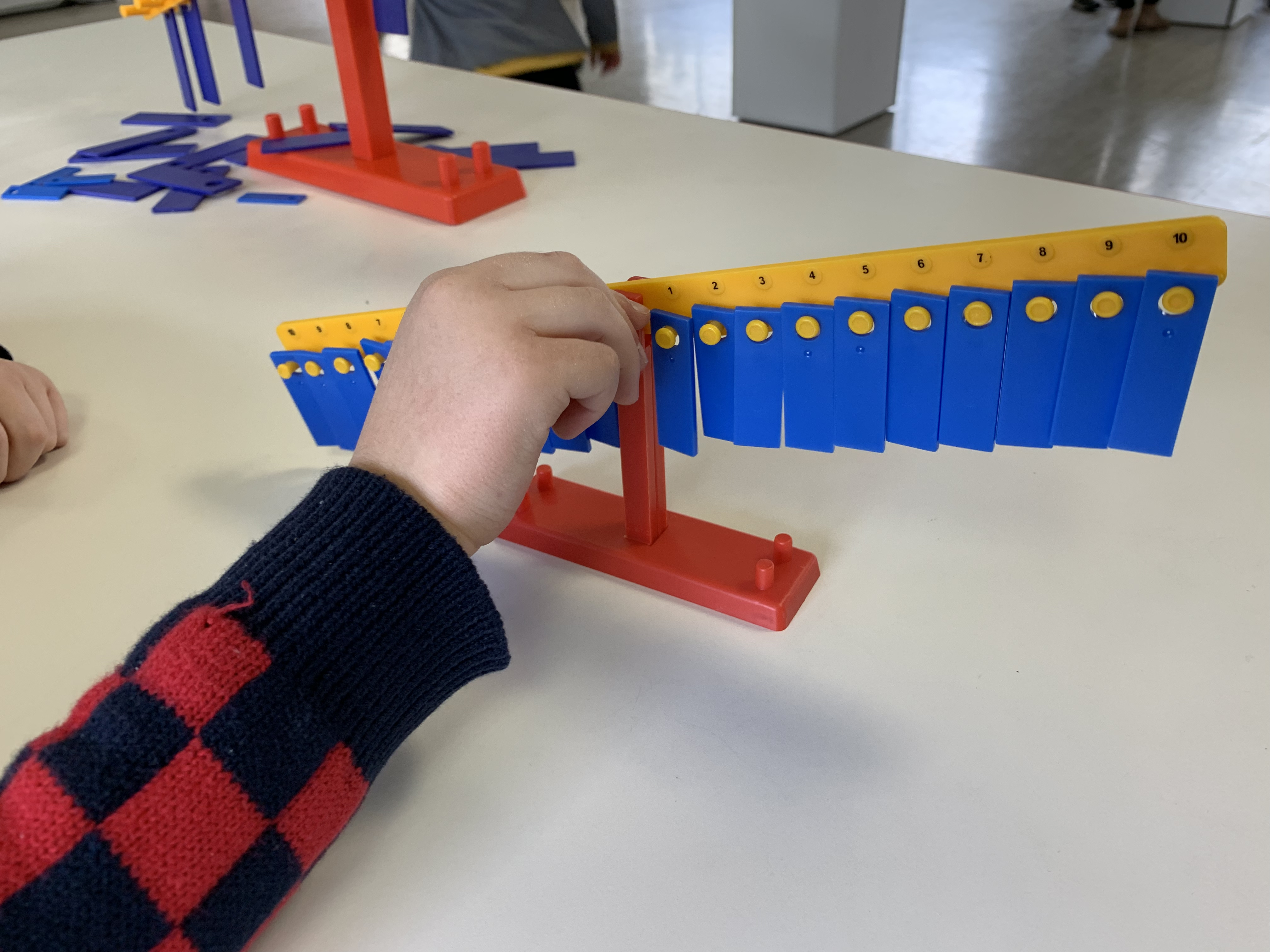
Expérimentation d'un bras de levier.

À l'origine du mouvement, une salle d'expériences libres ouverte par Henri Latreille, chercheur et professeur de chimie de l'INSA de Lyon, à Vaulx-en-Velin (Rhône), inaugurée en 1999 par Georges Charpak, prix Nobel de Physique, et avec le soutien de la fondation « la Main à la pâte ». La pédagogie y était --et y est toujours-- résolument expérimentale et ludique : divers dispositifs sont présentés aux visiteurs, et les incitent à entrer dans la peau d'un chercheur ou d'une chercheuse : « Interdit de ne pas toucher ! » est la consigne adressée aux visiteurs, quels qu'ils soient. C'est ainsi qu'ils peuvent comprendre et s’interroger sur plusieurs phénomènes scientifiques. Des « médiateurs » accompagnent les visiteurs, avec pour consigne expresse de ne pas donner "la" réponse aux questions que posent les expériences présentées aux visiteurs, mais de seulement relancer les questions : « Qu'est-ce qui compte ? ».

## L'association
L'association ÉbulliScience, créée pour poursuivre le développement de cette méthode d'approche des phénomènes scientifiques, conçoit des activités de découvertes scientifiques et des expériences validées par un conseil scientifique composé de 15 personnalités dont 3 membres de l’Académie des sciences, du CNRS, de l'INSA et de l'Université de Lyon. L'association est membre de l’Association des musées et centres pour le développement de la culture scientifique, technique et industrielle (AMCSTI).
Aux « salles de découvertes scientifiques » de Vaulx-en-Velin et Lyon se sont depuis ajoutés des ateliers en itinérance ("Labomobils"), des accueils de scolaires pendant le vacances, et des interventions en partenariat avec d'autres structures de médiation ou d'animation. Près de 19 000 personnes bénéficient chaque année des activités sur le territoire du Grand Lyon et de la Région Auvergne-Rhône-Alpes.